# Eberhard
Eberhard – imię męskie pochodzenia germańskiego. Powstało z od połączenia starogermańskich słów eber – "dzik" i hard – "dzielny".
Eberhard obchodzi imieniny 23 marca i 22 czerwca.

## Znane osoby noszące to imię
- Eberhard z Nysy (zm. 1326), biskup warmiński
- Eberhard, książę Bawarii 937-8
- Eberhard Ludwik Wirtemberski
- Eberhard I Wirtemberski
- Eberhard II Wirtemberski
- Eberhard II Wirtemberski (książę)
- Eberhard III Wirtemberski
- Eberhard III Wirtemberski (książę)
- Eberhard IV Wirtemberski
- Eberhard V Wirtemberski
- Eberhard I, hrabia Bergu-Alteny
- Eberhard II, hrabia Mark
- Eberhard Ferber
- Eberhard Köllner
- Eberhard von Mackensen
- Everard Mercurian — czwarty generał zakonu jezuitów
- Eberhard Rosemberger
- Eberhard Schaefer
- Eberhard Schöngarth
- Eberhard August Wilhelm von Zimmermann

## Postaci fikcyjne
- Eberhard Mock

Zobacz też Eberhard (herb szlachecki)